# Aeropuerto Grano de Oro
El Aeropuerto Internacional "Grano de Oro" fue el primer terminal aéreo zuliano localizado en la ciudad de Maracaibo. Fue inaugurado y abierto al público el 19 de diciembre de 1929 durante el régimen del dictador Juan Vicente Gómez y el entonces Gobernador del Zulia Vincencio Pérez Soto. Este terminal aéreo fue adjudicado en marzo del año 1929 y cerrado el 13 de noviembre de 1969. Actualmente funciona en sus espacios la sede de la Facultad Experimental de Ciencias de la Universidad del Zulia. El antiguo aeropuerto fue reemplazado por el actual Aeropuerto Internacional de La Chinita ubicado en el Sector Caujarito del municipio San Francisco, cerca de Maracaibo.

## Historia
Este aeropuerto fue adjudicado y construido en marzo del año 1929 e inaugurado el 19 de diciembre de 1929, durante la gestión del entonces Gobernador del Zulia era Vincencio Pérez Soto en plena dictadura del entonces presidente de Venezuela, General Juan Vicente Gómez. Los ingenieros de la infraestructura aeroportuaria eran arquitectos muy famosos en Venezuela en el siglo XX los cuales son: Luis Eduardo Chataing, Luis Malaussena, Alejandro Chataing y Carlos Raúl Villanueva. Cuando el aeropuerto se cerró, el código ICAO era SVMO, reemplazándose al nuevo código ICAO SVMC del actual Aeropuerto Internacional de La Chinita.
Varias estrellas del cine, la televisión, la música y el arte, pasaron por el aeropuerto. Entre ellos figuran Carlos Gardel y Mario Moreno "Cantinflas". 
El cierre del aeropuerto fue originado por una huelga de pilotos y, también, por un accidente de aviación ocurrido el 16 de marzo de 1969. Dicho accidente se produjo cuando un avión del modelo Douglas DC-9-32 chocó contra un poste del antiguo Cine Capitolio del barrio Ziruma, desplomándose sobre dicho barrio y la aledaña urbanización La Trinidad y, como resultado, fallecieron un total de 155 personas (74 pasajeros, 10 tripulantes y 71 vecinos de los sectores aledaños). Las causas del accidente fueron el descuido del capitán al no colocarse en la cabecera de la pista de despegue, situándose a 400 metros de la cabecera, y al sobrepeso del avión.

## Ficha técnica
La antigua denominación del código ICAO del Antiguo Aeropuerto Internacional "Grano de Oro" era SVMO, pero cuando comenzaron las operaciones en el actual Aeropuerto Internacional de La Chinita se reemplazó el código ICAO a SVMC.
Las antiguas instalaciones del Aeropuerto Internacional "Grano de Oro" se traspasaron a la Facultad Experimental de Ciencias de La Universidad del Zulia.
Las antiguas designaciones de las pistas de aterrizajes que anterior y actualmente funcionan son:
- Pista 02L/20R: Facultad de Derecho, Ciencias Políticas, etc.
- Pista 02R/20L: Facultad de Educación, Botánica, etc.
- Pista 05L/23R: Módulos de la Facultad de Ciencias, Corredor Urdaneta.
- Pista 05R/23L: Módulos de la Facultad de Ciencias, Corredor Urdaneta.
- Pista 12/30: Estadios Deportivos de Fútbol "Pachencho Romero" y de Béisbol "Luis Aparicio", Parque el Sol, Urbanización Los Olivos.

## Terminales aéreos e infraestructura que tienen réplicas o similares. Tipoart déco
- Aeropuerto Internacional General José Antonio Anzoátegui (Todavía sigue el viejo terminal, Situación: REMODELADO)
- Aeropuerto Internacional de Maiquetía Simón Bolívar
- Edificios del Banco Obrero, ubicados en Caracas y San Cristóbal
- Alcabala Destanfront 13 en Michelena (Tránsito Terrestre)
- Antiguo Terminal del Aeropuerto Internacional de Pittsburgh
- Art Decó, ubicado en Miami Beach (cerca de Miami)

## Aerolíneas que volaron
- Aeropostal
- Avensa
- KLM
- Pan Am
- Avianca
- RANSA
- Viasa
- PAISA Airlines
- Delta
- Lacsa
- ALM
- Zuliana
- Aires